# Feminismo maternalista
Feminismo maternalista é a crença de que as mulheres, como mães e cuidadoras, têm um papel importante, porém distinto, a desempenhar na sociedade e na política. Ele incorpora ideias reformistas do feminismo liberal social e combina os conceitos de maternalismo e feminismo. Foi uma filosofia amplamente difundida entre mulheres de classes altas no Império Britânico, especialmente no Canadá, do final do século XIX até o período após a Primeira Guerra Mundial (1914-1918), e criticada por feministas posteriores, que viram no feminismo maternalista uma aceitação do paternalismo e da desigualdade.

## Primeiros anos
Christina Hoff Sommers, uma crítica do feminismo do final do século XX, definiu o feminismo maternalista como um "reconhecimento de que os sexos são iguais, mas diferentes". Sommers contrasta o feminismo igualitário de Mary Wollstonecraft (1759–1797) com o feminismo maternalista de Hannah More (1745–1833). Wollstonecraft acreditava que "homens e mulheres eram essencialmente os mesmos em espírito e alma, merecendo os mesmos direitos". Segundo Sommers, "Hannah [More] encontrava as mulheres onde elas estavam. Ela acreditava que havia uma natureza feminina e que as mulheres eram cuidadosas e acolhedoras, diferentes dos homens, mas merecedoras de igualdade."

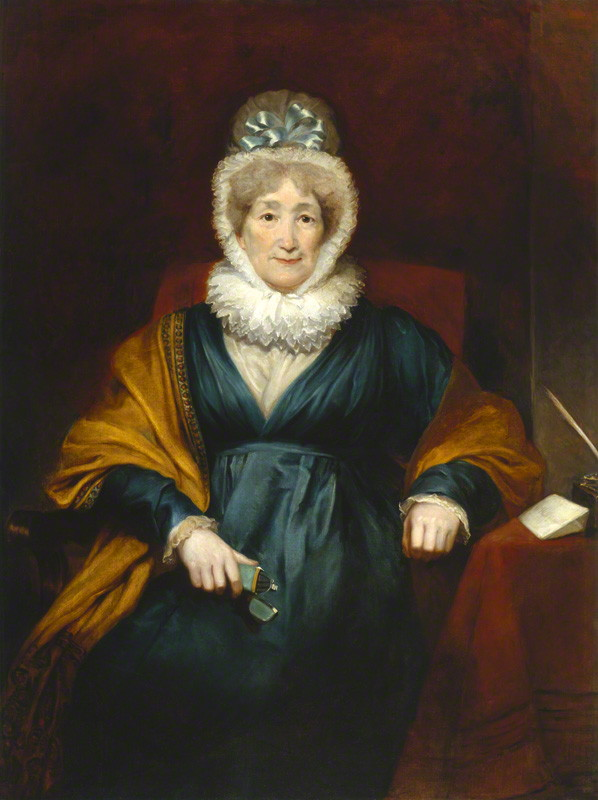
Hannah More (1745–1833)

As autoras conservadoras inglesas Frances Trollope (1779–1863) e Elizabeth Gaskell (1810–65) acreditavam que as mulheres deveriam ser melhor educadas para que fossem menos dependentes dos homens. Trollope achava que mulheres financeiramente seguras deveriam ir além de prover uma educação moral para seus filhos e expressar publicamente seus valores maternais, preocupações sociais e visão acolhedora. Seus romances frequentemente mostram como uma jovem heroína pode melhorar uma sociedade corrupta através de sua influência moral. Para algumas das primeiras feministas, como a romancista Fanny Fern (1811–72) e a líder do movimento pela temperança Letitia Youmans (1827–96), o feminismo maternalista era simplesmente uma estratégia pela qual as mulheres poderiam alcançar seu objetivo de igualdade de direitos.
Nos Estados Unidos, as mulheres começaram a se envolver em reformas sociais no início da década de 1830, mas foram limitadas pelos conceitos tradicionais de feminismo maternalista. Quando a Sociedade Feminina de Reforma Moral (FMRS) foi fundada em 1834, houve muitas críticas ao fato de que mulheres respeitáveis estavam discutindo prostituição. O protofeminismo dessa sociedade foi perdido quando ela se transformou em uma instituição de caridade que administrava abrigos para prostitutas reformadas. A União Cristã de Temperança Feminina (WCTU), a maior organização de mulheres nos EUA na década de 1880, ofereceu uma oportunidade para as mulheres participarem de causas como reforma prisional, condições de trabalho, educação, pureza e sufrágio. No entanto, a WCTU via as mulheres puramente como esposas e mães, aceitando as limitações do feminismo maternalista.

## Anos recentes
O conceito de feminismo maternalista é resiliente. Em janeiro de 1993, a CBS estreou um drama "leve" para a família chamado Dr. Quinn, Medicine Woman, sobre uma médica em Colorado Springs, Colorado, no final da década de 1860. Apesar das críticas negativas e de um horário de exibição pouco promissor, o programa foi muito bem-sucedido. Segundo Bonnie J. Dow, a razão é a "integração de suposições feministas liberais com uma afirmação sentimentalizada da maternidade". Nos Estados Unidos, Sarah Ruddick argumentou, na década de 1980, pela existência de um "pensamento maternal", e Carol Gilligan escreveu sobre o "padrão de relacionamento, uma ética de cuidado, responsabilidade e atenção" das mulheres. Eles podem representar uma retomada dos conceitos feministas maternalistas, que Hillary Clinton talvez tenha buscado explorar na arena política. Críticos da versão revivida de feminismo maternalista de Gilligan dizem que assumir que todas as mulheres são essencialmente mães, e que uma cultura masculina deve ser substituída nas escolas por uma cultura feminina, é algo debatível em uma democracia com visões diversas sobre gênero, sexualidade e papéis maternais.